# Fatoni

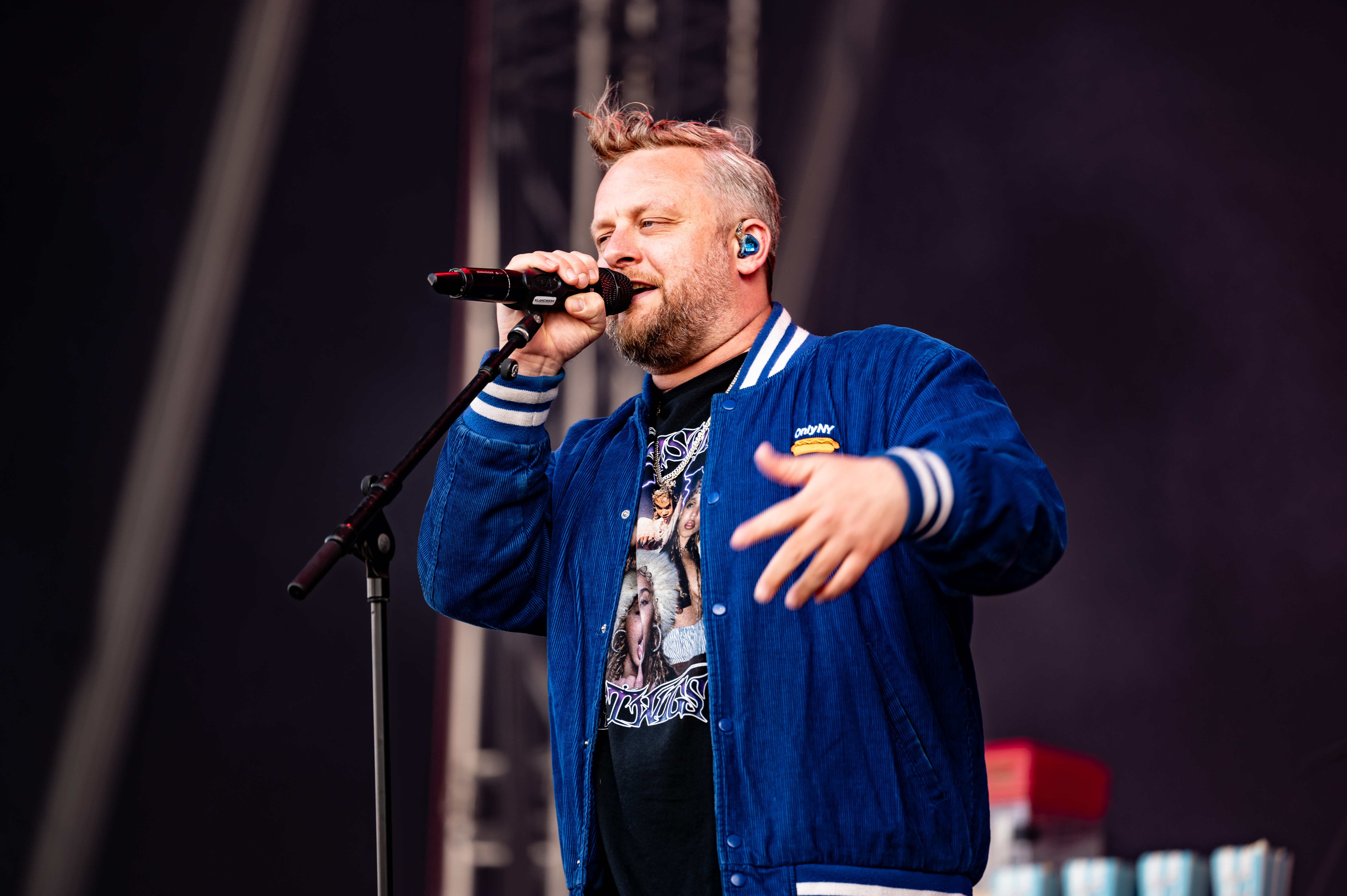
Southside Festival 2024

Fatoni (* 8. Dezember 1984 in München; bürgerlich Anton Schneider) ist ein deutscher Rapper, Songwriter und Schauspieler.

## Leben
Anton Schneider wuchs in München auf. Er wechselte mehrmals die Schule und begann nach der 10. Klasse eine Ausbildung zum Kinderpfleger. Später studierte er Schauspiel an der Otto Falckenberg Schule. Seit er als Jugendlicher Ende der 90er Jahre mit Hip Hop in Berührung kam, schreibt er selbst Texte und ist als Rapper „Fatoni“ aktiv.
Er wohnt in Berlin.

### Musik
Im Jahr 2000 gründete er zusammen mit dem Rapper Keno und dem Produzenten Bustla die Band Creme Fresh. Bis zu ihrer Auflösung 2011 veröffentlichte die Band vier Alben und eine EP. Bis 2010 war Fatoni gemeinsam mit seinen Bandmitgliedern auch Teil der Brassband Moop Mama, schlug dann aber Solopfade ein.
2011 erschien Solange früher alles besser war, Fatonis erstes Soloalbum, 2013 veröffentlichte er das Kollaboalbum Nocebo zusammen mit Edgar Wasser. Im Jahr darauf folgte seine EP Die Zeit heilt alle Hypes. 2015 veröffentlichte Fatoni die C’mon! EP, zu der u. a. Edgar Wasser, Dexter und Occupanther Beats beisteuerten.
Noch im selben Jahr veröffentlichte Fatoni gemeinsam mit Dexter sein Album Yo, Picasso. Die Platte stieg bei Erscheinen auf Platz 23 in die deutschen Albumcharts ein und erreichte Platz 2 in den Hip Hop Charts. Als Gast ist Philipp Grütering aka Kryptik Joe von Deichkind zu hören. In den darauffolgenden Jahren spielte er mehrere Tourneen als Vorgruppe u. a. für Fettes Brot, die Beatsteaks, Alligatoah, die Antilopen Gang und Deichkind. Es folgten Solotourneen durch den deutschsprachigen Raum.
Im März 2017 folgte Fatonis Mixtape Im Modus, auf dem neben alten Weggefährten wie Edgar Wasser, Dexter und Juse Ju auch Maeckes, Retrogott und die Elektropop-Band Grossstadtgeflüster zu hören sind.
Im Oktober 2017 erschien das Album Alle Liebe nachträglich, das Fatoni gemeinsam mit der Sängerin Mine aufnahm. Die beiden hatten zuvor schon für Mines Song Ziehst du mit kollaboriert. Die Platte wurde vom Preis für Popkultur 2018 in den Kategorien Lieblingsalbum und Spannendste Idee/Kampagne nominiert.
2019 folgte mit Andorra Fatonis nächstes Soloalbum, das auf Platz 9 der deutschen Albencharts einstieg. Auf Andorra sind Gastbeiträge von Casper und Dirk von Lowtzow von Tocotronic zu hören.
Im Mai 2021 erschien Delirium, Fatonis zweites Kollaboalbum mit Edgar Wasser. Die Platte stieg auf Platz 4 der Deutschen Albumcharts ein und erreichte Platz 1 der Hip Hop Charts.
Im Februar 2023 erschien die Single Wunderbare Welt, mit der Fatoni auch das gleichnamige Album ankündigte. Es folgten weitere Singles aus dem Album. Im Mai 2023 erschien das Album Wunderbare Welt. Die Platte stieg auf Platz 7 der Deutschen Albumcharts ein.
Im Mai 2025 erschien BAWRS, Fatonis dritte Kollaboalbum mit Edgar Wasser und Juse Ju. Dies war sein erstes Album mit zwei weiteren Kollaborateuren. Es wurde vorab veröffentlicht mit den Singles Nein! Doch! Ohh!, Beste Kombi, und Crémant aus dem Senfglas.
Fatoni arbeitet häufig mit anderen Musikern zusammen und war in der Vergangenheit etwa auf Stücken von Die Höchste Eisenbahn, Max Herre, Grossstadtgeflüster, Antilopen Gang, Fettes Brot, Lakmann, Dexter, Maeckes, Juse Ju oder Moop Mama zu hören.

### Schauspielerei
Schneider studierte von 2009 bis 2013 an der Otto-Falckenberg-Schule und war in diversen Inszenierungen in München, etwa an den Münchner Kammerspielen zu sehen. Nach einem Gastengagement am Stadttheater Klagenfurt spielte er von 2013 bis 2015 im Ensemble des Theaters Augsburg.
Er ist in Rollen für Film und Fernsehen zu sehen, so etwa im Tatort (2021), Fernsehserien wie Normaloland (2022), "Fett und Fett" (2022) oder dem Kinofilm Home Sweet Home - Wo das Böse wohnt (2023). Als Sprecher wirkte er bei Hörbüchern und Hörspielen mit, so 2021 Die letzten Männer des Westens von Tobias Ginsburg, 2022 Goldstein von Volker Kutscher oder 2024 "Drifter" für den bayerischen Rundfunk.
Von 2015 bis 2023 moderierte er die Sendung Die Fatoni Show auf Radio Puls.

### Film- und Theatermusik
2021 schrieb Fatoni gemeinsam mit Roger Rekless mehrere Songs für die Fernsehserie Almost Fly eine Produktion von Wiedemann & Berg.
2022 schrieb Fatoni für Anne Lenks Inszenierung von Minna von Barnhelm am Deutschen Theater Berlin mehrere Lieder. Produziert wurden die Stücke vom Musiker und Schauspieler Camill Jammal.

## Diskografie

### Als Solokünstler

#### Alben
| Jahr | Titel                          | Höchstplatzierung, Gesamtwochen, AuszeichnungChartplatzierungen (Jahr, Titel, Platzierungen, Wochen, Auszeichnungen, Anmerkungen) | Höchstplatzierung, Gesamtwochen, AuszeichnungChartplatzierungen (Jahr, Titel, Platzierungen, Wochen, Auszeichnungen, Anmerkungen) | Höchstplatzierung, Gesamtwochen, AuszeichnungChartplatzierungen (Jahr, Titel, Platzierungen, Wochen, Auszeichnungen, Anmerkungen) | Anmerkungen                                                  |
| Jahr | Titel                          | DE | AT | CH | Anmerkungen                                                  |
| ---- | ------------------------------ | --- | --- | --- | ------------------------------------------------------------ |
| 2007 | Prosecco Piff                  | — | — | — | mit Juse Ju und Popbiz Enemy                                 |
| 2011 | Solang früher alles besser war | — | — | — | Erstveröffentlichung: 9. Dezember 2011                       |
| 2013 | Nocebo                         | — | — | — | Erstveröffentlichung: 9. Dezember 2011 mit Edgar Wasser      |
| 2014 | Die Zeit heilt alle Hypes      | — | — | — | Erstveröffentlichung: 14. Mai 2014                           |
| 2015 | Yo, Picasso                    | DE23 (2 Wo.)DE | — | — | Erstveröffentlichung: 6. November 2015 mit Dexter            |
| 2017 | Im Modus                       | DE21 (2 Wo.)DE | — | — | Erstveröffentlichung: 10. März 2017                          |
| 2017 | Alle Liebe nachträglich        | DE47 (1 Wo.)DE | — | — | Erstveröffentlichung: 13. Oktober 2017 mit Mine              |
| 2019 | Andorra                        | DE9 (3 Wo.)DE | AT67 (1 Wo.)AT | CH80 (1 Wo.)CH | Erstveröffentlichung: 7. Juni 2019                           |
| 2021 | Delirium                       | DE4 (2 Wo.)DE | AT27 (1 Wo.)AT | CH80 (1 Wo.)CH | Erstveröffentlichung: 7. Mai 2021 mit Edgar Wasser           |
| 2023 | Wunderbare Welt                | DE7 (1 Wo.)DE | — | — | Erstveröffentlichung: 19. Mai 2023                           |
| 2025 | BAWRS                          | DE6 (1 Wo.)DE | — | — | Erstveröffentlichung: 2. Mai 2025 mit Edgar Wasser & Juse Ju |

EPs
- 2015: C’MON! EP (Download-EP, fatoni.de)

#### Singles und Videos
- 2011: Lauf der Dinge
- 2011: Vorurteile (mit Juse Ju)
- 2012: Solange früher alles besser war
- 2012: Geh jetzt weg
- 2012: Mutterficker (mit Audio88 & Yassin)
- 2013: Dicke Hipster
- 2013: Nicht jetzt (mit Edgar Wasser)
- 2013: Check uns aus (mit Edgar Wasser)
- 2013: Fans (mit Edgar Wasser)
- 2013: Deutscher Rap (mit Edgar Wasser)
- 2014: Lustig
- 2013: An der Uhr (mit Edgar Wasser)
- 2014: Tränen oder Pisse
- 2014: Vorurteile pt. II (mit der Antilopen Gang und Juse Ju)
- 2015: Kreis
- 2015: C’mon das geht auch klüger
- 2015: Schlafentzug
- 2015: Benjamin Button (mit Dexter)
- 2015: Kein Tag (mit Dexter)
- 2015: Kann nicht reden ich esse (mit Dexter und Kryptik Joe)
- 2015: 32 Grad
- 2016: Ziehst du mit (mit Mine)
- 2016: Keiner Fickt Mich (Grossstadtgeflüster mit Fatoni)
- 2016: Gravitationswellen (mit Juse Ju)
- 2016: Im Modus (mit Juse Ju)
- 2017: Narkolepsie
- 2017: Das ist alles Kunst (mit Dexter)
- 2017: DA.YO.NE (mit Edgar Wasser und Juse Ju)
- 2017: Alle Liebe nachträglich (mit Mine)
- 2017: Romcom (mit Mine)
- 2019: Die Anderen
- 2019: Clint Eastwood
- 2019: Alles zieht vorbei (mit Dirk von Lowtzow)
- 2020: Inside Job (mit Edgar Wasser und Juse Ju)
- 2020: Zuhause (mit Juse Ju, Mauli und Panik Panzer)
- 2020: Nein Nein Nein Nein Nein Nein
- 2020: Realität (mit Edgar Wasser)
- 2021: Der Beste (mit Edgar Wasser)
- 2021: Alle 11 Minuten (mit Edgar Wasser)
- 2021: Künstlerische Differenzen (mit Edgar Wasser)
- 2021: Das Leben ist dumm (mit Edgar Wasser)
- 2021: Feeling (mit Dexter)
- 2021: Sí claro (mit Antilopen Gang)
- 2022: Der Teufel steckt im Detail (mit Betterov)
- 2023: Wunderbare Welt
- 2023: Danke dass du mich verlassen hast (mit Danger Dan)
- 2023: Fröhlich
- 2023: Alle ziehen
- 2023: Du wartest (mit Tristan Brush)
- 2023: Links Rechts
- 2024: Rette sich wer kann (mit Christin Nichols)
- 2024: War dabei (mit Ami Warning)
- 2024: LEKKER (mit grim104)
- 2025: Nein! Doch! Ohh! (mit Edgar Wasser und Juse Ju)
- 2025: Beste Kombi (mit Edgar Wasser und Juse Ju)
- 2025: Crémant aus dem Senfglas (mit Edgar Wasser und Juse Ju)

## Theatrografie
- 2011: Nestbeschmutzung von Tobias Ginsburg
- 2013: The Virgin Suicides von Jeffrey Eugenides
- 2013: Der Brandner Kaspar und das ewig’ Leben nach Franz von Kobell von Kurt Wilhelm
- 2014: Einer und Eine von Martin Heckmanns
- 2014: Verrücktes Blut von Nurkan Erpulat und Jens Hillje
- 2014: Die Banditen von Gerolstein von Jacques Offenbach
- 2015: Goldland von Tobias Ginsburg
- 2015: Kleiner Mann – was nun? von Hans Fallada

## Filmografie
- 2014: Twinfruit the Winfruit
- 2013: Elly Beinhorn – Alleinflug
- 2015: Soko München
- 2016: Die Rosenheim-Cops
- 2020: Stichtag
- 2020: WAPO Bodensee[23]
- 2020: Soko Wismar
- 2021: Schlafschafe
- 2021: Soko Potsdam
- 2021: Normaloland
- 2021: Fett und Fett
- 2021: Blutige Anfänger[24]
- 2021: Tatort: Luna frisst oder stirbt
- 2023: Trauzeugen[25]
- 2024: Home Sweet Home: Wo das Böse wohnt
- 2024: Szene Report